# 20 Years of Jethro Tull: Highlights
20 Years of Jethro Tull: Highlights är höjdpunktarna från rockbandet Jethro Tulls samlingsbox 20 Years of Jethro Tull.

## Låtlista
1. "Stormy Monday Blues" (Earl Hines/Billy Eckstine/Bob Crowder)  – 4:05
2. "Love Story" – 2:43
3. "A New Day Yesterday" – 4:19
4. "Summerday Sands" – 3:45
5. "March the Mad Scientist" – 1:47
6. "Witch's Promise" – 3:50
7. "Living in the Past" (live) – 4:07
8. "Aqualung" (Ian Anderson/Jennie Anderson) (live) – 7:43
9. "Locomotive Breath" (live) – 6:00
10. "Lick Your Fingers Clean" – 2:47
11. "Overhang" – 4:27
12. "Crossword" – 3:34
13. "Jack-A-Lynn" – 4:41
14. "Kelpie" – 3:32
15. "Part of the Machine" – 6:54
16. "Mayhem, Maybe" – 3:04
17. "Wond'ring Aloud" (live) – 1:58
18. "Dun Ringill" (live) – 3:00
19. "Life Is a Long Song" – 3:17
20. "Nursie" – 1:32
21. "Grace" – 0:33

Alla låtar skrivna av Ian Anderson där inget annat anges.